# Дифторид пероксодисульфурила
Дифторид пероксодисульфурила — неорганическое соединение, фторангидрид пероксодисерной кислоты с формулой S2O6F2, бесцветная жидкость.

## Получение
- Фторирование триоксида серы с конденсацией продуктов реакции в ловушке при температуре −78°С:

{\displaystyle {\mathsf {2SO_{3}+F_{2}\ \xrightarrow {30^{o}C,AgF_{2}} \ S_{2}O_{6}F_{2}}}}

## Физические свойства
Дифторид пероксодисульфурила образует бесцветную, очень неприятно пахнущую гигроскопичную жидкость.
Сильный окислитель, воспламеняет органические материалы.